# Vassalli della contea di Edessa
La contea di Edessa fu il primo Stato crociato fondato dalle spedizioni militari europee in Medioriente, venendo stabilito nel 1098 da Baldovino di Boulogne, primo conte di Edessa. Esistette fino al 1150, quando la fortezza di Turbessel, ultimo baluardo edesseno, cadde sotto il dominio dei turchi selgiuchidi.
Il conte di Edessa aveva diversi vassalli, soprattutto signori armeni che si erano posti sotto la protezione dei crociati per resistere alla pressione musulmana. Successivamente, questi feudi passarono direttamente nelle mani dei nobili ifranj.

## Signoria di Turbessel
Turbessel fu una delle maggiori fortificazioni della contea, da essa si controllava l'area ad occidente dell'Eufrate e si presidiava il confine contro Antiochia.
Divenne uno dei primi possedimenti di Baldovino di Boulogne, infatti la popolazione armena della città si ribellò contro la sua guarnigione mentre lui passava diretto ad Edessa, all'inizio dell'anno 1098.
Nel marzo 1098 Baldovino di Boulogne assunse il titolo di conte di Edessa, e in agosto accolse suo fratello Goffredo di Buglione che aveva lasciato Antiochia a causa delle peste che vi imperversava.
Baldovino gli diede in feudo Ravendel e Turbessel, che Goffredo gli restituì in novembre, quando la crociata ripartì in direzione di Gerusalemme.
Nel 1101, il nuovo conte Baldovino di Le Bourg accolse ad Edessa uno dei suoi cugini, Joscelin di Courtenay e gli diede in feudo Turbessel.
Joscelin seguì Baldovino nelle sue imprese contro i musulmani, ma le incursioni dei turchi, che saccheggiarono le campagne ad est dell'Eufrate tra 1110 e 1113, impoverirono i domini del conte Baldovino.
Invece la signoria di Turbessel, ad ovest dell'Eufrate prosperava protetta dal fiume.
Il disaccordo si insinuò tra i due signori crociati e Baldovino finì per confiscare la signoria, che in seguito venne riunita al dominio comitale e divenne una delle residenze dei Courtenay conti di Edessa.
Dopo la caduta di Edessa, nel 1144, Turbessel divenne la capitale di ciò che restava della Contea, prima di essere venduta ai bizantini nel 1150 e poi conquistata da Nur ad-Din nel 1151.

### Signori di Turbessel
- 1098: Goffredo di Buglione
- 1101-1113: Joscelin di Courtenay

## Signoria di Bira

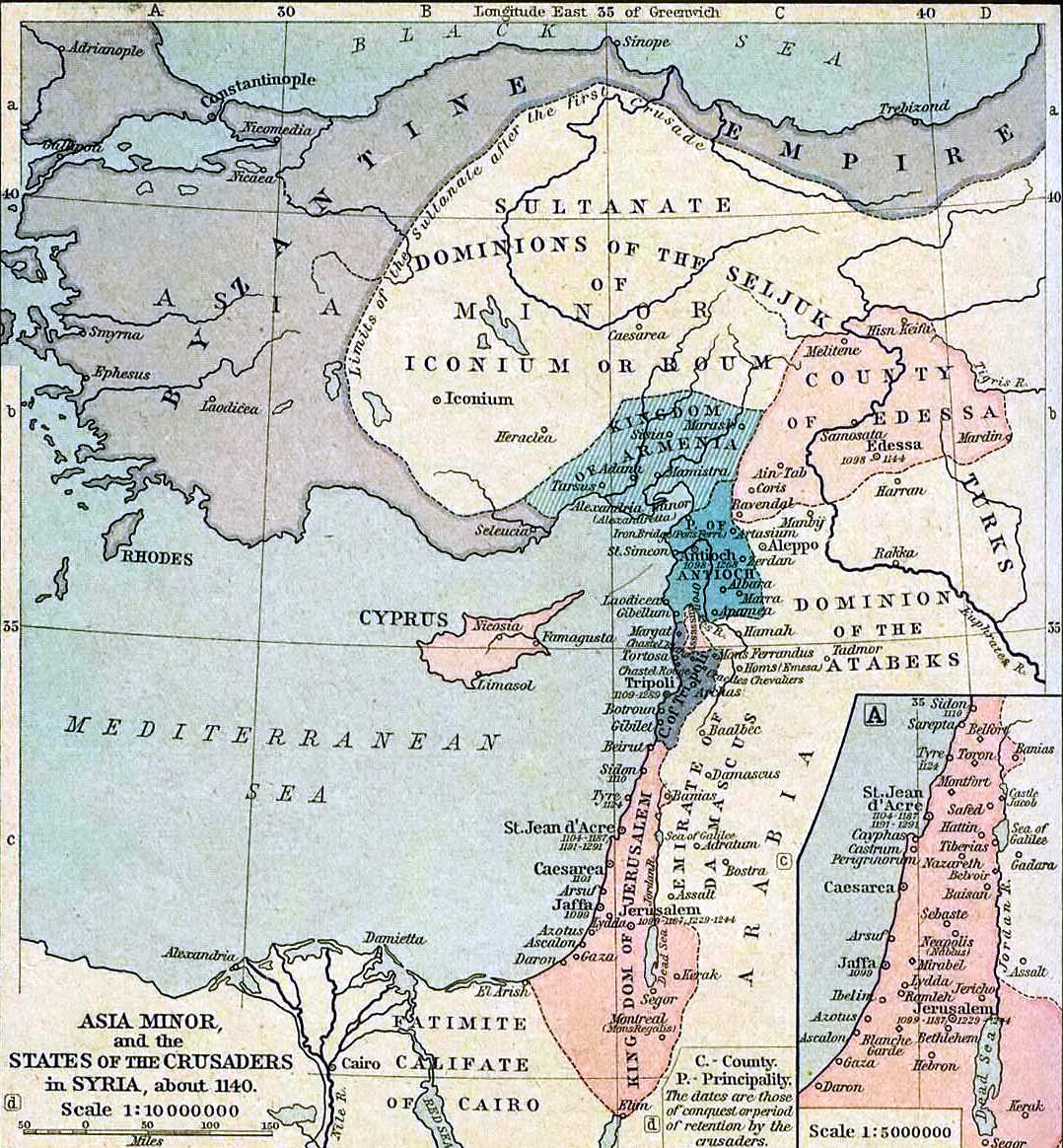
La Contea di Edessa nel contesto degli altri stati del Vicino Oriente, circa 1140 e. v.

Dal 1099, Baldovino di Boulogne si rese Signore di Birtha (o Bira) città di grande valore strategico perché assicurava un punto di passaggio sull'Eufrate e quindi le comunicazioni con il Principato d'Antiochia.
Inizialmente lasciò la città ad un capo armeno di nome Abelgh'arib della famiglia Pahlavuni.
Ma il conte Baldovino di Le Bourg, che a partire dal 1115, in seguito a numerose cospirazioni, cercò di eliminare la nobiltà armena, nel 1117 assediò e conquistò Bira.
Abelgh'arib si ritirò alla corte di Thoros II, Principe delle Montagne e Baldovino diede il feudo a suo cugino Galerano di Le Puiset, che sposò la figlia di Abelgh'arib.
Dopo aver conquistato Edessa, Zengi tentò di prendere Bira, ma dovette togliere l'assedio a causa di una sommossa a Mosul.
Bira fu ceduta nel 1150 con il rimanente della Contea di Edessa ai bizantini, che la persero nel 1151.

### Signori di Bira
- 1099 - 1117: Abelgh'arib
- 1117 - 1127: Galerano di Le Puiset († 1127)

## Signoria di Germanicia
La signoria di Germanicia si trovava nei territori dell'Armenia e dell'Anatolia, venticinqe anni prima dell'arrivo dei Crociati l'Imperatore bizantino Romano IV Diogene affidò Germanicia a Philaretus Brachamius.
Dopo la battaglia di Manzicerta, nel 1071, Philaretus approfittò del suo isolamento dall'Impero per ritagliarsi un principato in Cilicia ed attorno ad Edessa ed Antiochia, ma i suoi possedimenti furono presi dai turchi e solo Mar'ash rimase in suo potere.
Egli morì tra il 1086 ed il 1092, ma Germanicia rimase in mani armene e quando i Crociati la raggiunsero, il 13 ottobre 1097, la restituirono ai bizantini che nominarono governatore un armeno di nome Thatoul.
Il principe d'Antiochia Boemondo di Taranto tentò di prendere la città assediandola nel 1100, ma tolse l'assedio per soccorrere Gabriele di Melitene e poco dopo fu catturato dai turchi.
Nel 1104 furono i Crociati di Edessa, condotti da Joscelin di Courtenay, all'epoca Signore di Turbessel, che assediò e conquistò la città.
Mar'ash divenne una signoria crociata, infeudata a diversi successivi signori, non tutti conosciuti.
Uno di essi fu Goffredo il Monaco, reggente della Contea di Edessa nel 1122 durante la prigionia di Joscelin di Courtenay.
L'ultimo signore, Renaud, fu ucciso insieme a Raimondo di Poitiers alla battaglia d'Inab il 28 giugno 1149.
Allora Joscelin II riunì la signoria con la contea, ma trascurò di assegnarle una guarnigione sufficiente, così Mas'ud I si impadronì della città il 11 settembre 1149.

### Signori di Germanicia
- 1097 - 1104: Thatoul, governatore armeno per Bisanzio;
- 1104 - 1108: Ruggero di Salerno († 1119), in seguito reggente d'Antiochia[10];
- ante 1119 - 1124: Goffredo il Monaco († 1124);
- ante 1136 - 1146: Baldovino di Marash (ucciso ad Edessa nel novembre 1146);
- 1146 - 1149: Renaud († 1149), sposò Agnese di Courtenay.

## Signoria di Melitene
La città di Melitene era governata dall'armeno Gabriele, che l'aveva ricevuta da Philaretus Brakhamius.
Minacciato dai Danishmendidi, egli chiese aiuto e protezione prima (nel 1100) a Boemondo di Taranto, principe d'Antiochia, poi (nel 1101) a Baldovino di Le Bourg, conte di Edessa, offrendo a quest'ultimo la mano di sua figlia Morfia.
Ma la popolazione siriana di Melitene si rivoltò e consegnò la città a Danishmend Ghazi, che fece uccidere Gabriele.

### Signore di Melitene
- 1085-1103: Gabriele di Melitene